# Geografia do Vietname

Regiões do Vietname

A Geografia do Vietnã (ou ainda, Vietname no português europeu) é composta por uma superfície longa e estreita, que ocupa a costa oriental da península da Indochina, sobre o Golfo de Tonkin e o Mar da China e tem uma área de cerca de 331.688 km2. Está separado do vizinho Laos pela cordilheira Truong Son, cujos tergos definem a longa fronteira Laos-Vietname.
O clima de monções é quente e chuvoso. Predominam as florestas tropicais e a rede hidrográfica é muito rica. A parte norte é mais elevada. Há dois deltas importantes, o do Rio Song Koi, ao norte e do Rio Mekong, ao sul. A agricultura ocupa a maioria da população, sendo o arroz o seu principal produto.
O norte do país é rico em antracito, linhito, carvão, minério de ferro, manganês, bauxita e titânio.